# Howard Fisher
Howard T. Fisher (Chicago, 1903–1979) fue un arquitecto, urbanista y educador estadounidense.

## Biografía
Nació el 30 de octubre de 1903 en Chicago, Illinois. Sus padres fueron Walter Lowrie Fisher y Mabel Taylor. Se graduó de la Universidad de Harvard con una licenciatura en Ciencias magna cum laude, en 1926. Asistió a la Escuela de Arquitectura de la Universidad de Harvard entre 1926 a 1928.

## Trayectoria
Fisher comenzó su carrera como arquitecto en 1931 con una práctica individual en Chicago, que continuó hasta 1943.
En 1932, fundó General Houses Inc en Chicago para diseñar, vender y construir viviendas prefabricadas de bajo costo. El sistema de la empresa incluía ocho tipos de paneles modulares prefabricados con estructura de acero: sólido, ventana pequeña, ventana grande, vidrio, puerta de entrada, puerta de cocina, puertas dobles y una chimenea. Los paneles tenían típicamente cuatro pies de ancho por nueve pies de alto, excepto que el panel de la chimenea era más alto y el panel de la puerta del garaje tenía el doble de ancho. Los paneles se pueden ensamblar en una amplia variedad de configuraciones para adaptarse a las necesidades de los clientes individuales y sitios específicos. Por ejemplo, una casa de General Houses que se construyó en la ladera de una colina tenía tres pisos con la sala de estar en el último piso para disfrutar mejor de la vista.
El sistema de construcción de General Houses, Inc fue objeto de la patente estadounidense 1.969.125 emitida el 7 de agosto de 1934.
El eslogan de la empresa fue Una casa que es el doble de buena a la mitad de precio. Las casas generales cuestan alrededor de $ 3,000 a $ 4,500.
Durante la Exposición Universal de Chicago de 1933, Fisher tenía dos casas prefabricadas en exhibición. La primera fue parte de la exhibición "El trabajo de los jóvenes arquitectos del Medio Oeste", que también presentó el trabajo del rival de Fisher, Robert W. McLaughlin Jr. Otra casa, construida para Ruth Page, se describió como interesante, aunque casa lúgubre, con una distribución espacial incómoda.
La primera casa de General Houses, Inc. se erigió en 1933 en Winnetka pero ya no está en pie. La Casa en 130 Mohegan Avenue, terminada en noviembre de 1933 por alrededor de $4,500, es un ejemplo sobreviviente de una casa de las Casas Generales fue una casa prefabricada de un solo piso que mide 21 pies (6,4 m) por 37 pies (11 m) sobre una losa de hormigón. Otra casa, la Casa de Acero fue construida para el cliente Winslow Ames y aún está en pie en el campus de Connecticut College, la empresa General Houses, Inc cerró su negocio en 1947.
Para 1943 estableció Howard T. Fisher & Associates en Chicago para ejercer la arquitectura y la planificación urbana. La firma cerró su negocio en 1965.
Se convirtió en miembro del Instituto Americano de Arquitectos (AIA) en 1949 y permaneció como miembro hasta su muerte. En 1966, se convirtió en Miembro Emérito. Fue nombrado miembro del Colegio de Fellows de la AIA en 1974.
En 1965 fundó el Laboratorio de Gráficos por Computadora y Análisis Espacial de Harvard en la Escuela de Graduados de Diseño, y fue su director hasta 1968. De 1966 a 1970 fue profesor de planificación urbana y profesor investigador en cartografía desde 1970 hasta su jubilación en 1975.

## Premio
En 1999, el Centro de Análisis Geográfico de Harvard lanzó el Premio Howard T. Fisher en Sistemas de Información Geográfica. Este galardón se otorga anualmente a estudiantes de pregrado y posgrado en la Universidad de Harvard. El premio es coadministrado por el Centro de Análisis Geográfico (CGA) y la Escuela de Graduados de Diseño de Harvard (GSD), financiado por una donación de Jack Dangermond (MLA 1969), Presidente del Instituto de Investigación de Sistemas Ambientales.

## Vida personal
Fisher se casó con Marion Hall el 11 de febrero de 1939 tuvieron tres hijos: Ann Bourne Fisher, Morgan Hall Fisher y Alan Hall Fisher.
Murió el 24 de enero de 1979 en Exeter, New Hampshire.